# Aloe wickensii
Aloe wickensii ist eine Pflanzenart der Gattung der Aloen in der Unterfamilie der Affodillgewächse (Asphodeloideae). Das Artepitheton Aloe wickensii ehrt den britischen Gärtner und Pflanzensammler John Edward Wickens (1867–1949).

## Beschreibung

### Vegetative Merkmale
Aloe wickensii wächst stammlos, ist einzeln oder bildet kleine Gruppen. Die steif aufrechten, leicht einwärts gebogenen, lanzettlich spitz zulaufenden Laubblätter bilden eine kompakte Rosette. Die dunkel gräulich grüne, leicht raue Blattspreite ist bis zu 60 bis 80 Zentimeter lang und 11 bis 12 Zentimeter breit. Die stechenden, deltoiden, dunkelbraunen Zähne am Blattrand sind 1 bis 2 Millimeter lang und stehen 2 bis 10 Millimeter voneinander entfernt.

### Blütenstände und Blüten
Der aufrechte Blütenstand weist drei bis vier gebogene Zweige auf und ist 100 bis 150 Zentimeter lang. Die sehr dichten, schmal zylindrisch-konischen Trauben sind 20 Zentimeter lang. Die breit eiförmigen, lang spitz zulaufenden Brakteen weisen eine Länge von 20 Millimeter auf und sind 16 Millimeter breit. Die hellgelben Blüten stehen an etwa 20 bis 25 Millimeter langen Blütenstielen. Die Blüten sind zylindrisch-dreieckig und etwa 35 Millimeter lang. Auf Höhe des Fruchtknotens weisen sie einen Durchmesser von 9 Millimeter auf. Ihre äußeren Perigonblätter sind nicht miteinander verwachsen. Die Staubblätter und der Griffel ragen etwa 3 bis 5 Millimeter aus der Blüte heraus.

## Systematik und Verbreitung
Aloe pienaarii ist im Nordosten von Südafrika auf Dolomithängen im sehr offenen Buschland in Höhen von etwa 1000 Metern verbreitet.
Die Erstbeschreibung durch Illtyd Buller Pole-Evans wurde 1915 veröffentlicht.
Ein Synonym ist Aloe wickensii var. lutea Reynolds (1935).

## Nachweise